# Valentin Eduard Becker

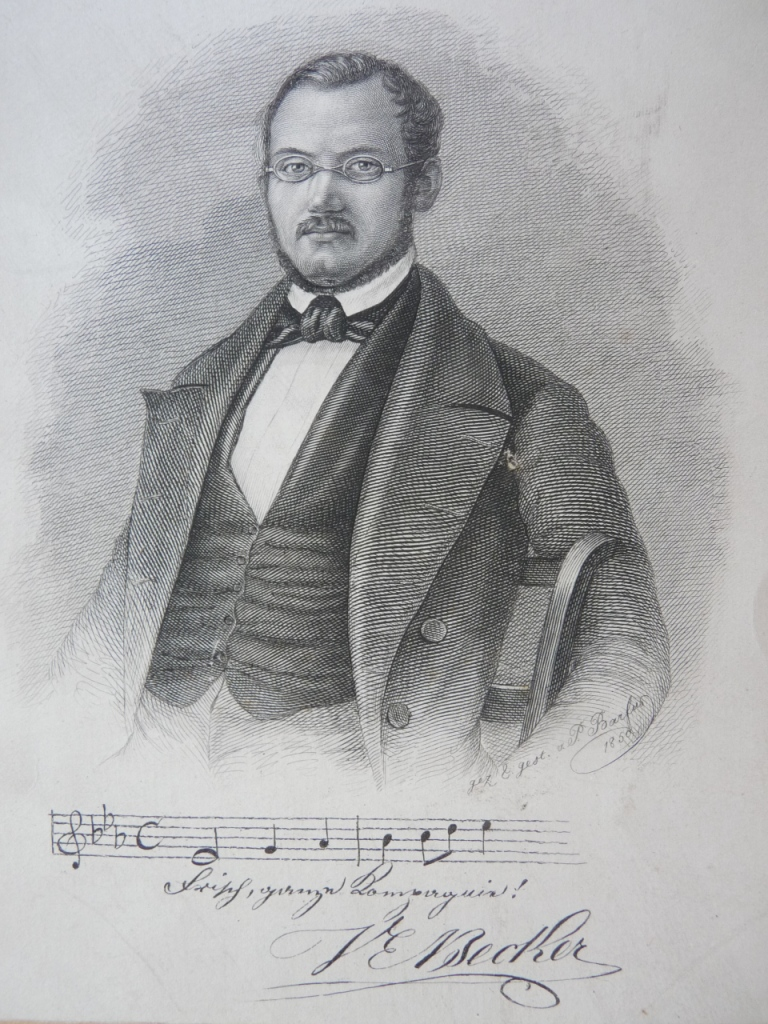
Valentin E. Becker
Stich von Paul Barfus(s) 1850

Valentin Eduard Becker (* 20. November 1814 in Würzburg; † 25. Januar 1890 ebenda) war ein deutscher Stadtkämmerer und Komponist.
Am 15. April 1847 gründete er mit 45 Sängern den Würzburger Sängerverein, welcher 2005 nach ihm benannt wurde.
Von ihm stammt das vaterländische Lied Sie sollen ihn nicht haben, den freien deutschen Rhein, welches um 1848 (etwa über sogenannte Liedertafeln) auch Eingang in volkstümliches Liedgut fand. 1861 vertonte er den Text des Frankenliedes von Joseph Victor von Scheffel.

## Bühnenwerke
- Die Bergknappen (Theodor Körner), romantische Oper 2 Akte (1838 Würzburg)
- Napoleon, das Kind der Garde (G. Ball), hist. Gemälde 5 Abt. (1839 Würzburg)
- Der Deserteur Kom. Oper 3 Akte (1855 Würzburg)

## Ehrungen
Zu seinen Ehren vergibt die Stadt Bad Brückenau seit 1953 alle drei Jahre den Valentin-Becker-Preis.
Seine Heimatstadt Würzburg, wo er auch als Stadtkämmerer tätig war, ehrt ihren Bürger mit einem Denkmal im Ringpark und der nach ihm benannten Valentin-Becker-Straße.